# Adversus Judaeos
Adversus Judaeos (em grego: Κατὰ Ιουδαίων; romaniz.: Kata Ioudaiōn; "Contra os judeus") é o nome mais conhecido de uma série de homilias de cunho anti-judaico escritas no século IV por São João Crisóstomo. Estes sermões de Crisóstomo reforçaram a ideia de que os judeus são, coletivamente, responsáveis pela morte de Jesus Cristo e promovem um distanciamento de costumes judaicos praticados por cristãos da época.

## Propósito e contexto
Durante os primeiros dois anos como presbítero em Antioquia (386-387), Crisóstomo denunciou os judeus e os cristãos judaizantes numa série de oito sermões proferidos aos cristãos de sua congregação que ainda participavam dos festivais ou observavam costumes judaicos. É tema de disputa se o alvo principal eram os judaizantes ou os judeus em geral, mas é claro que suas homilias expressam, da forma mais convencional, a retórica convencional conhecida com "psogos" ("culpa" em grego).
Um dos objetivos destas homilias era evitar que cristãos participassem de costumes e festividades judaicas, evitando assim a erosão da fé judaica: foram criticados principalmente a observância do sabá, a submissão à circuncisão e a peregrinação aos locais santos judaicos. 
Em traduções acadêmicas mais recentes, que alegam que o alvo de Crisóstomo eram os membros de sua própria congregação que continuavam a observar os costumes judaicos, aparece um título para os sermões mais simpático, "Contra os Cristãos Judaizantes".

## Alegações controversas
Crisóstomo alegou que, nos sabás e festivais judaicos, as sinagogas se enchiam de cristãos, especialmente mulheres, que adoravam a solenidade da liturgia judaica, adoravam ouvir ao xofar do Rosh Hashaná e aplaudiam os pregadores famosos, como era o costume. Uma teoria apologética mais recente defende que ele estaria tentando persuadir os judeo-cristãos, que, por séculos, mantiveram conexões com judeus e com o judaísmo, a escolherem entre o judaísmo e o cristianismo.
Ele defendia que os judeus eram responsáveis pela crucificação de Jesus ("deicídio" - veja deicídio judaico) e acrescentou que eles continuavam a comemorar a morte de Jesus. Depois, Crisóstomo comparou a sinagoga a um templo pagão, representando-a como fonte de todos os vícios e heresias. Ele a descreveu como "um lugar pior que um bordel ou um bar: refúgio de malandros, toca de feras selvagens, templo de demônios, esconderijo de ladrões e pervertidos, caverna de demônios, uma assembleia de assassinos de Cristo". Paládio, o biógrafo contemporâneo de Crisóstomo, relata também que ele alegava que os sacerdotes judeus podiam ser comprados e vendidos por dinheiro. Finalmente, Crisóstomo declarou que, de acordo com os sentimentos dos santos, odiava a sinagoga e os judeus, afirmando que "demônios vivem na sinagoga" e "nas almas dos judeus", descrevendo-os como cada vez mais "dignos do abate".